# Ignacio Ríos Navarro
Ignacio Ríos Navarro (* 1950 in Jacona, Michoacán; † 30. November 2009 in Salt Lake City) war ein mexikanischer Diplomat.

## Leben
Er war an den mexikanischen Botschaften in Rumänien, Venezuela, Jugoslawien, Indien, Sowjetunion, Volksrepublik China, Vereinigtes Königreich akkreditiert. Von 2002 bis 2003 war er Vorsitzender der Asociación del Servicio Exterior Mexicano (ASEM). Seit 13. April 2008 war er Konsul in Salt Lake City.

## Veröffentlichungen
- Una Visión del Conflicto del Medio Oriente, ADE No. 2, diciembre de 2001
- México y sus Relaciones con la Unión Europea, ADE No. 5, septiembre-noviembre de 2002
- La Corte Penal Internacional ADE No. 7, junio-agosto de 2003;
- El Tema Migratorio: Una Experiencia Mexicana en ADE No. 8, septiembre-noviembre de 2003
- Región del Mar Caspio. Aspectos Legales ADE No. 9, diciembre de 2003-febrero de 2004
- Los Kurdos. Un Pueblo Olvidado ADE No. 10, marzo-mayo de 2004
- Desviaciones más Frecuentes del Derecho Humanitario en la Práctica Internacional Actual: Irak ADE No. 11, junio-agosto de 2004
- Nuevos Espacios Económicos en un Mundo Globalizado, ADE No. 12, septiembre-noviembre de 2004
- La Disputa por las Islas Senkaku/Diaoyutai, ADE No. 13, diciembre de 2004-febrero de 2005
- El Derecho Internacional del Agua ADE No. 14, marzo-mayo de 2005
- Los Actores de la Cuenca del Río Jordán, ADE No. 16, septiembre-noviembre de 2005
- El Agua en la Cuenca del Río Jordán. Conclusiones, ADE No. 17, diciembre de 2005-febrero de 2006
- Para Ayudar a Comprender las Acciones de la República.... ¿o del Imperio?, ADE No. 19, junio-agosto de 2006
- Apuntes: Manabendra Nath Roy, su paso por México, ADE No. 20, septiembre-noviembre de 2006
- Diferendos Territoriales. Mar de China Meridional: Las Islas Spratley, ADE No. 21, diciembre de 2006-febrero de 2007
- Terrorismo. Algunas Reflexiones, ADE No. 22, marzo-mayo de 2007
- MERCOSUR, Proceso Novedoso de Integración en América Latina, ADE No. 23, junio-agosto de 2007;

| Vorgänger            | Amt                                                                                          | Nachfolger               |
| -------------------- | -------------------------------------------------------------------------------------------- | ------------------------ |
| Sergio Sierra Bernal | Geschäftsträger an der mexikanischen Botschaft in Tel Aviv 18. August 1992 bis 8. April 1993 | Rafael Rodríguez Barrera |